# Luise Kraushaar
Luise Kraushaar, née Luise Olga Charlotte Szepansky (née le 13 février 1905 à Berlin-Wedding, morte le 10 janvier 1989 à Berlin-Est) est une résistante allemande au nazisme puis fonctionnaire du SED.

## Biographie
Luise Kraushaar est la fille de l'artiste peintre Emil Szepansky et de son épouse Margarete Schmidt ; Wolfgang Szepansky est son jeune frère. La famille vit à l'origine à Wedding et déménage dans la banlieue de Mariendorf avant la Première Guerre mondiale. En 1919, elle devient membre de la Jeunesse socialiste libre, qui devient la Ligue des jeunes communistes d'Allemagne en 1920 et préside l'association locale de Mariendorf. En 1924, elle rejoint également le KPD. Elle va dans un lyzeum et termine un apprentissage dans le commerce, au cours duquel elle organise une section de l'Union générale des employés libres (Allgemeiner freier Angestelltenbund) (de) en 1923.
Luise Kraushaar est secrétaire dans l'appareil M du KPD avec des tâches spéciales vers 1930 : elle déchiffre les messages d'espionnage, tape des listes de noms et des rapports. Elle partage son bureau et une chambre louée par le KPD avec Helen Dukas, la secrétaire d'Albert Einstein ; elle a aussi comme colocataire sa sœur Rosa Dukas. Leo Roth, qui est responsable des « connexions spéciales » au service d'information du KPD et est le compagnon de Helga von Hammerstein-Equord, la fille du général Kurt von Hammerstein, a la clé de cet appartement à Friedenau.
Jusqu'à son émigration, elle travaille dans l'appareil BB (pour les rapports opérationnels du KPD) pour Wilhelm Bahnik, après son émigration Erna Eifler reprend cette fonction. En 1934, elle émigre en Union soviétique et y travaille au service de renseignement du Komintern, à partir de juin 1934, elle est dans le service de cryptage OMS sous la direction d'Alexandre Abramov-Mirov.
En décembre 1935, elle est envoyée à Paris, où elle travaille notamment avec Paula Nuding pour le service de cryptage du service de renseignements du Komintern et à partir de 1937 pour l'agence de presse "Deutsche Informations", dirigée par Bruno Frei. À partir d'avril 1939, elle travaille comme secrétaire de Hans Renner pour le Comité des émigrants de Paris. En mai 1940, elle est arrêtée et emmenée au camp de Gurs par les autorités françaises, d'où elle peut fuir peu de temps après avec Irene Wosikowski et Thea Saefkow. En juin 1940, elle s'installe à Toulouse, à partir de décembre 1940 est secrétaire d'Otto Niebergall puis devient membre de la direction du KPD pour le sud de la France. En 1941, elle rencontre Maria Leitner à Marseille. En novembre 1943, elle s'installe dans cette ville et soutient la Résistance et le Comité Allemagne libre pour l’Ouest (CALPO), entre autres, à travers la rédaction du journal Unser Vaterland. En 1944 et 1945, elle est commissaire du CALPO pour le travail auprès des prisonniers de guerre allemands en France.
Après la libération de l'Allemagne en 1945, elle se rend d'abord à Hambourg. En 1947, elle devient instructrice de politique de gestion dans l'appareil du Comité central du SED. Elle est ensuite consultante au ministère de la Culture de la RDA, puis chef de département au siège des éditeurs et à partir de 1958 assistante de recherche aux Archives centrales du parti et à l'Institut de marxisme-léninisme du Comité central du SED, avec des travaux de recherche et des publications sur le mouvement de résistance antifasciste allemand.
En raison de son séjour en France, elle a une parfaite connaissance du français et est chargée de superviser une publication coordonnée entre le département du MfS IX/11 et l'IML avec Karl-Heinz Biernat, responsable de l'histoire de l'Orchestre rouge à l'IML.
En 1980, elle a reçu la médaille d'or de l'ordre du Mérite patriotique.